# Thanatus bungei
Thanatus bungei es una especie de araña cangrejo del género Thanatus, familia Philodromidae. Fue descrita científicamente por Kulczynski en 1908.

## Distribución
Esta especie se encuentra en Rusia (Urales al Lejano Oriente), Japón y América del Norte.